# (100) Геката
(100) Геката (лат. Hekate) — сотый по счёту астероид главного пояса, который был обнаружен 11 июля 1868 года канадско-американским астрономом Джеймсом Уотсоном в Детройтской обсерватории, США и назван в честь Гекаты, богини ночных видений из древнегреческой мифологии. Так же слово «hekaton» означает по гречески сотню, что отражает порядковый номер астероида.
Хотя параметры его орбиты схожи с параметрами орбит астероидов семейства Гигеи, вероятно, это является просто совпадением и на самом деле он не входит в это семейство. Дело в том, что астероид Геката обладает довольно большим альбедо 0,1922, что говорит о его принадлежности к светлым силикатным астероидам спектрального класса S, в то время как в данном семействе преобладают тёмные астероиды, богатые углеродными соединениями.
Покрытие звезды данным астероидом наблюдалось 14 июля 2003 года в Новой Зеландии.